# Belisario Aguilar Olvera
Belisario Aguilar Olvera (Jacala, Hidalgo, 10 de julio de 1938) es un político mexicano, que fue miembro del antiguo Partido Popular Socialista (PPS). Por dicho partido fue en tres ocasiones diputado federal.

## Biografía
realizó sus estudios de secundaria en la Prevocacional No. 2, los de preparatoria en la Vocacional No. 2 y luego egresó como ingeniero de la Escuela Superior de Ingeniería Mecánica y Eléctrica (ESIME) en 1964, todo en el Instituto Politécnico Nacional (IPN). Fue catedrático de la misma institución de 1976 a 1979.
Fue miembro del PPS desde 1959, encabezó la Juventud Popular Socialista en el Distrito Federal de 1961, secretario de Organización del organismo nacional en 1962, y finalmente, secretario general de la Juventud Popular Socialista a nivel nacional en 1966. De 1970 a 1979 fue integrante del comité central del PPS, en 1970 como oficial mayor y de dicho año a 1989 como dirigente del partido en el Distrito Federal.
En 1973 fue candidato del PPS a diputado federal por el Distrito 5 del Distrito Federal, pero no logra la victoria que correspondió al candidato del PRI Luis González Escobar. Pero fue elegido diputado de partido, a la XLIX Legislatura de dicho año a 1976. En 1976 fue Candidato del PPS a senador por el Distrito Federal sin ser elegido para el cargo.
Fue elegido diputado federal por el principio de representación proporcional en dos ocasiones mas: en la LI Legislatura de 1979 a 1982, y en la LIV Legislatura de 1988 a 1991; en esta ocasión había sido candidato del PPS por el Distrito 28 del Distrito Federal, donde la victoria fue del candidato del PRI, Adolfo Barrientos Parra.